# Frank Engel (politicus)

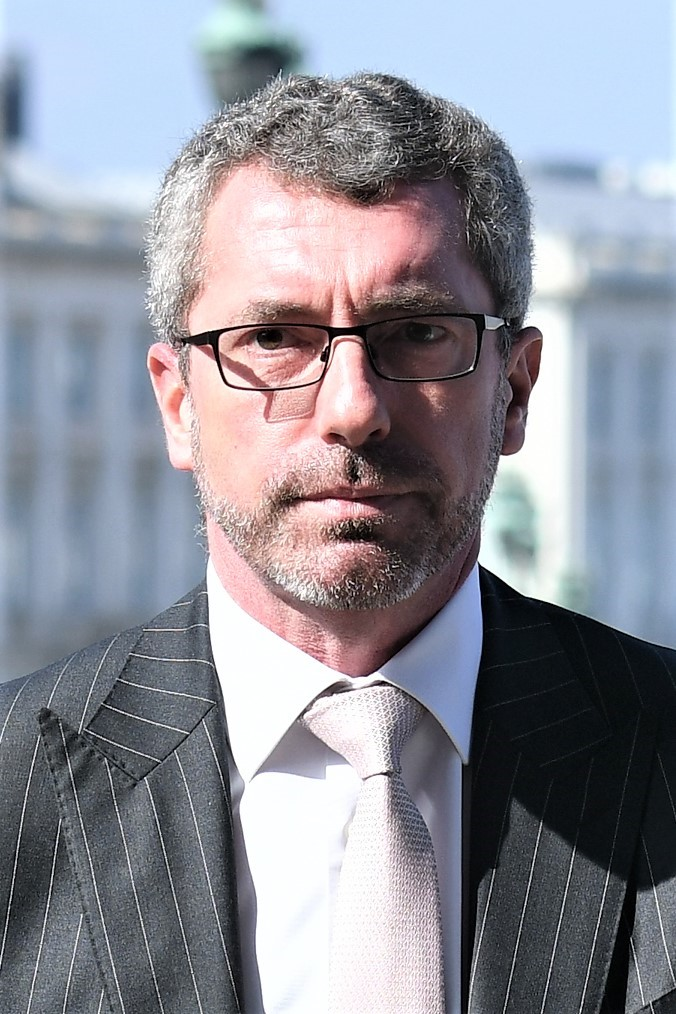
Frank Engel

Frank Engel (Luxemburg, 10 mei 1975) is een Luxemburgs politicus van de Chrëschtlech Sozial Vollekspartei (CSV). Hij zetelde tussen 2009 en 2019 in het Europees Parlement.

## Biografie
Van 1987 tot 1994 studeerde Engel aan het gymnasium van Diekirch. Na die schooltijd studeerde hij rechtswetenschappen aan de Université libre de Bruxelles en aan de Universiteit van Metz. Hij studeerde af in 1998. Daarna werkte hij als assistent voor de politicus Jacques Santer in het Europees Parlement van december 1999 tot juni 2001.

### Politiek
Bij de Europese parlementsverkiezingen van 2009 werd Engel verkozen tot Europarlementariër voor de Europese Volkspartij. In 2014 werd hij herkozen.
In het Europees Parlement was hij lid van de Commissie burgerlijke vrijheden, justitie en binnenlandse zaken. Hij zetelde ook in de delegatie voor Betrekkingen met het Pan-Afrikaanse Parlement en de Delegatie in de Paritaire Parlementaire Vergadering AKP-EU. Als plaatsvervanger was Engel lid van de Commissie interne markt en consumentenbescherming, het werken in de Bijzondere Commissie georganiseerde misdaad, corruptie en het witwassen van geld en de Delegatie voor de betrekkingen met het Koreaanse schiereiland.
In 2019 verliet hij het Europees Parlement en werd hij aangesteld als partijleider van de CSV. In maart 2021 legde hij die functie neer na beschuldigd te zijn van corruptie.